# Помрой, Ральф
Ральф Юджин Помрой (англ. Ralph Eugene Pomeroy; 26 марта 1930 — 15 октября 1952) — солдат армии США, участник Корейской войны. Удостоился медали Почёта за свои действия 15 октября 1952.

### Наградная запись к медали Почёта
Звание и часть: рядовой первого класса армии США рота Е, 31-го пехотного полка, 7-й пехотной дивизии.
Место и дата: близ Кумхва, Корея, 15 октября 1952.
Поступил на службу: Куинвуд, Западная Виргиния. Родился: 26 марта 1930, Куинвуд, Западная Виргиния.
G.O. No.: 97, 30 декабря 1953
Рядовой Помрой, пулемётчик роты Е отличился благодаря выдающейся храбрости и неукротимому боевому духу, выполняя служебный долг и переходя за его рамки в бою против врага. Когда его товарищи организовывали оборону ключевого объекта местности, он оттащил пулемёт к концу связующей траншеи передового склона чтобы защитить фланг взвода и пресечь неожиданную атаку. Когда противник пошёл в атаку через овраг, подходящий непосредственно к его огневой позиции он немедля открыл огонь по наступающему противнику нанеся ему тяжёлые потери и сорвал атаку. Противник открыл интенсивный орудийный и миномётный огонь по его позиции, пытаясь нейтрализовать его пулемёт. Несмотря на испепеляющий огонь и разрывы снарядов он продолжал героически удерживать позицию и поливал огнём ряды противника, пока разрыв мины не нанёс ему тяжёлого ранения и не вывел из строя подставку его пулемёта. Он быстро отсоединил раскалённое тяжёлое орудие, взял его на руки и двинулся вперёд с неумолимой решимостью поливая наступающие войска противника градом огня. Несмотря на второе ранение он не отступил от своего неумолимого курса пока не закончились патроны. Находясь в это момент в 10 футах от врага он схватил свой пулемёт как дубину и храбро сошёлся с противником врукопашную пока не получил смертельное ранение. Совершенная храбрость рядового Помроя, вдохновляющие действия и высшая жертвенность помогли взводу сдержать атаку и сохранить целостность периметра, принеся ему неувядавемую славу и поддержав доблестные традиции военной службы.
Оригинальный текст (англ.)
Rank and organization: Private First Class, U.S. Army, Company E, 31st Infantry Regiment, 7th Infantry Division
Place and date: Near Kumhwa, Korea, October 15, 1952
Entered service at: Quinwood, West Virginia Born: March 26, 1930, Quinwood, West Virginia
G.O. No.: 97, December 30, 1953
Citation:
Pfc. Pomeroy, a machine gunner with Company E, distinguished himself by conspicuous gallantry and indomitable courage above and beyond the call of duty in action against the enemy. While his comrades were consolidating on a key terrain feature, he manned a machine gun at the end of a communication trench on the forward slope to protect the platoon flank and prevent a surprise attack. When the enemy attacked through a ravine leading directly to his firing position, he immediately opened fire on the advancing troops inflicting a heavy toll in casualties and blunting the assault. At this juncture the enemy directed intense concentrations of artillery and mortar fire on his position in an attempt to neutralize his gun. Despite withering fire and bursting shells, he maintained his heroic stand and poured crippling fire into the ranks of the hostile force until a mortar burst severely wounded him and rendered the gun mount inoperable. Quickly removing the hot, heavy weapon, he cradled it in his arms and, moving forward with grim determination, raked the attacking forces with a hail of fire. Although wounded a second time he pursued his relentless course until his ammunition was expended within 10 feet of the foe and then, using the machine gun as a club, he courageously closed with the enemy in hand-to-hand combat until mortally wounded. Pfc. Pomeroy's consummate valor, inspirational actions and supreme sacrifice enabled the platoon to contain the attack and maintain the integrity of the perimeter, reflecting lasting glory upon himself and upholding the noble traditions of the military service.— 
О подвиге рядового Помроя рассказывается в документальном фильме 2013 года «Война Финнигана», режиссёр Конор Тиммис. Актёр Марк Хэммил зачитывает наградную запись к медали Почёта рядового Помроя. Тиммис опрашивает семью Помроя на борту американского корабля USNS Pomeroy. Также взято интервью у командира Помроя Мосли и капитана корабля Майка Финнигана.